# ヴァニティ・フェア
ヴァニティ・フェア（Vanity Fair）は、アメリカ合衆国のコンデナスト・パブリケーションズが発行している月刊誌である。主に大衆文化、ファッション、時事問題を扱う。
1913年から1936年まで、同名の雑誌が発刊されていた。現在の雑誌は1983年から発行されているもので、他に5つの国際版が発行されている。2018年現在の編集長 (Editor-in-Chief) はラディカ・ジョーンズである。

## 歴史

### ドレス・アンド・ヴァニティ・フェア

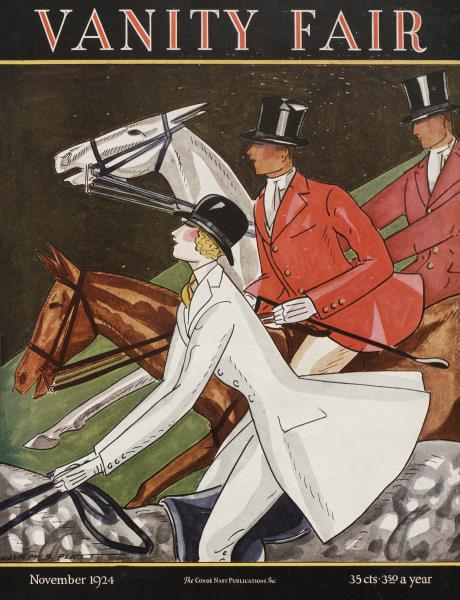
1924年の『ヴァニティ・フェア』の表紙

コンデ・モントローズ・ナストは1913年に『ドレス』という男性向けファッション雑誌を買収し、出版業界に進出した。ナストはこの雑誌を『ドレス・アンド・ヴァニティ・フェア』と改称し、1913年に4号を発行した。この雑誌は1920年代に最盛期を迎えた。その後、世界恐慌による広告収入の減少があったが、発行部数は9万部でピークに達した。
1935年8月号では日本の皇室に対して不敬なマンガと表題を掲載、日本からアメリカに対して抗議が行われるなど国際問題化した。
1936年1月6日、コンデ・ナストは経営不振を理由に、1936年3月号で『ヴァニティ・フェア』が『ヴォーグ』（発行部数15万6千部）に統合されると発表した。

### 20世紀の復刊
サミュエル・アーヴィング・ニューハウス・ジュニアの所有下にあったコンデナスト・パブリケーションズは、1981年6月、『ヴァニティ・フェア』を復刊させることを発表した。復刊号は1983年2月発売の3月号となり、初代編集長は『ニューヨーク・タイムズ・ブックレビュー』の元編集者のリチャード・ロックが務めた。3号発行した後、編集長は『ヴォーグ』のベテラン特集編集者であるレオ・ラーマンに交代した。その後、ティナ・ブラウン（1984年 - 1992年）、グレイドン・カーター（1992年 - 2017年）、ラディカ・ジョーンズ（2017年 - ）が編集長を務めた。レギュラーライターやコラムニストには、ドミニク・ダン、セバスチャン・ユンガー、マイケル・ウォルフ、モーリーン・オーズ、クリストファー・ヒッチェンズなどが名を連ねている。また、ブルース・ウェーバー、アニー・リーボヴィッツ、マリオ・テスティーノ、ハーブ・リッツなどの有名な写真家が、セレブリティの豪華な表紙やフルページのポートレートを雑誌に提供してきた。その中でも特に有名なのは、1991年8月号の表紙に使われた、妊娠中の裸のデミ・ムーアをリーボヴィッツが撮影した、『モア・デミ・ムーア』と題された写真であり、掲載当時物議を醸した。
物議を醸した写真だけでなく、この雑誌は様々なトピックに関する記事も掲載している。1996年には、ジャーナリストのマリー・ブレナーがタバコ業界についての暴露記事「The Man Who Knew Too Much（知りすぎた男）」を執筆した。後に、この記事を原作とするアル・パチーノとラッセル・クロウ主演の1999年の映画『インサイダー』が制作された。最も有名なのは、1974年のウォーターゲート事件の情報源の一人である「ディープ・スロート」の正体が当時のFBI副長官マーク・フェルトであったことを、30年後の2005年5月号の記事で明らかにしたことである。この雑誌はまた、毎月のプルースト・アンケートなど、著名人へのインタビュー記事も掲載している。これまでに、幼少期に性的虐待を受けていたことを初めて明かしたテリー・ハッチャー、ジェニファー・アニストンへのブラッド・ピットとの離婚後初のインタビュー、弟の死について語ったアンダーソン・クーパー、マーサ・スチュワートの出所後初のインタビューなどが話題を呼んだ。
『ヴァニティ・フェア』に掲載された写真の中には、批判を集めたものもある。1999年4月号には、デビッド・ラシャペルの撮影による俳優マイク・マイヤーズがヒンドゥー教の神々に扮した写真が掲載された。批判を受けて、編集部とラシャペルは謝罪した。
ジャーナリストのトビー・ヤングの著書『How to Lose Friends & Alienate People』は、ヤングが『ヴァニティ・フェア』でグレイドン・カーター編集長の下で働きながら、ニューヨークでの成功を模索していた時のことを題材としている。この本は2008年に映画化され、カーターの役をジェフ・ブリッジスが演じた。
2008年4月25日、15歳のマイリー・サイラスが『ヴァニティ・フェア』の写真撮影でトップレスのポーズをとっていたと、テレビの情報番組『エンターテイメント・トゥナイト』で報じられた。この写真とその後公開された舞台裏の写真には、サイラスがトップスなしで背中を露出し、シーツで前身頃を覆っている姿が写っている。撮影はアニー・リーボヴィッツが担当した。写真の全貌は、2008年4月27日に『ニューヨーク・タイムズ』紙のウェブサイトに掲載された。4月29日、『ニューヨーク・タイムズ』は、写真ではサイラスが裸であるように見えるが、実際にはシーツに包まれておりトップレスではなかったと報じた。ディズニーの広報担当者は「雑誌を売るために15歳の少女を意図的に操って作成された状況」と表現した。写真のインターネット上での流通とそれに伴うメディアの注目を受けて、マイリー・サイラスは4月27日に次の謝罪声明を発表した。「私は『芸術的』であるはずの写真撮影に参加したのですが、写真を見て、記事を読んだ今、とても恥ずかしい気持ちになりました。こんなことになるなんて意図していなかったし、深く気にかけてくれているファンの皆さんに謝罪します。」
2013年、コンデナスト・エンターテインメントは、ディスカバリー・コミュニケーションズ傘下のケーブルテレビチャンネル「インベスティゲーション・ディスカバリー」と契約を結び、『ヴァニティ・フェア』に掲載されたストーリーを基にしたドキュメンタリーシリーズ「Vanity Fair Confidential」を制作した。
2014年1月、『ヴァニティ・フェア』2月号に掲載された、映画『それでも夜は明ける』の役で知られる女優ルピタ・ニョンゴの写真の見た目を変えたという疑惑で「炎上」した。同誌がツイートに添付した写真に対し、ファンが顔の色が変えられていると非難したことから炎上が始まった。ただし、意図的に肌を明るくしたのではなく、単に明るい照明のせいだと考える人もいる。ニョンゴ自身はこの写真に満足しており、自分自身に何の害もないとして、『ヴァニティ・フェア』や写真家の責任を問わなかった。この事件の少し前、1936年に旧『ヴァニティ・フェア』を買収した『ヴォーグ』誌が、女優レナ・ダナムの写真を改変したとして告発されていた。ダナムは、改変された写真は不快なものだと考えた。

『ヴァニティ・フェア』は2016年6月、ビジネス、政治、テクノロジーについてのニュースサイト「ザ・ハイブ」(The Hive)を立ち上げた。
2017年11月、2017年12月11日付でカーターが編集長を退任し、後任として『ニューヨーク・タイムズ』の書籍部門の編集長を務めていたラディカ・ジョーンズが編集長に就任することが発表された。

## 国際版
現在、イギリス（1991年創刊）、イタリア（2003年創刊）、スペイン（2008年創刊）、フランス（2013年創刊）、メキシコ（2015年創刊）の5つの国際版が発行されており、イタリア版は週刊誌として発行されている。
このほか、2007年2月にドイツ版が5千万ユーロを投じて創刊されたが、発行部数が週50万部から20万部以下に激減した後、2009年に廃刊となった。